# Ponta da Ferraria

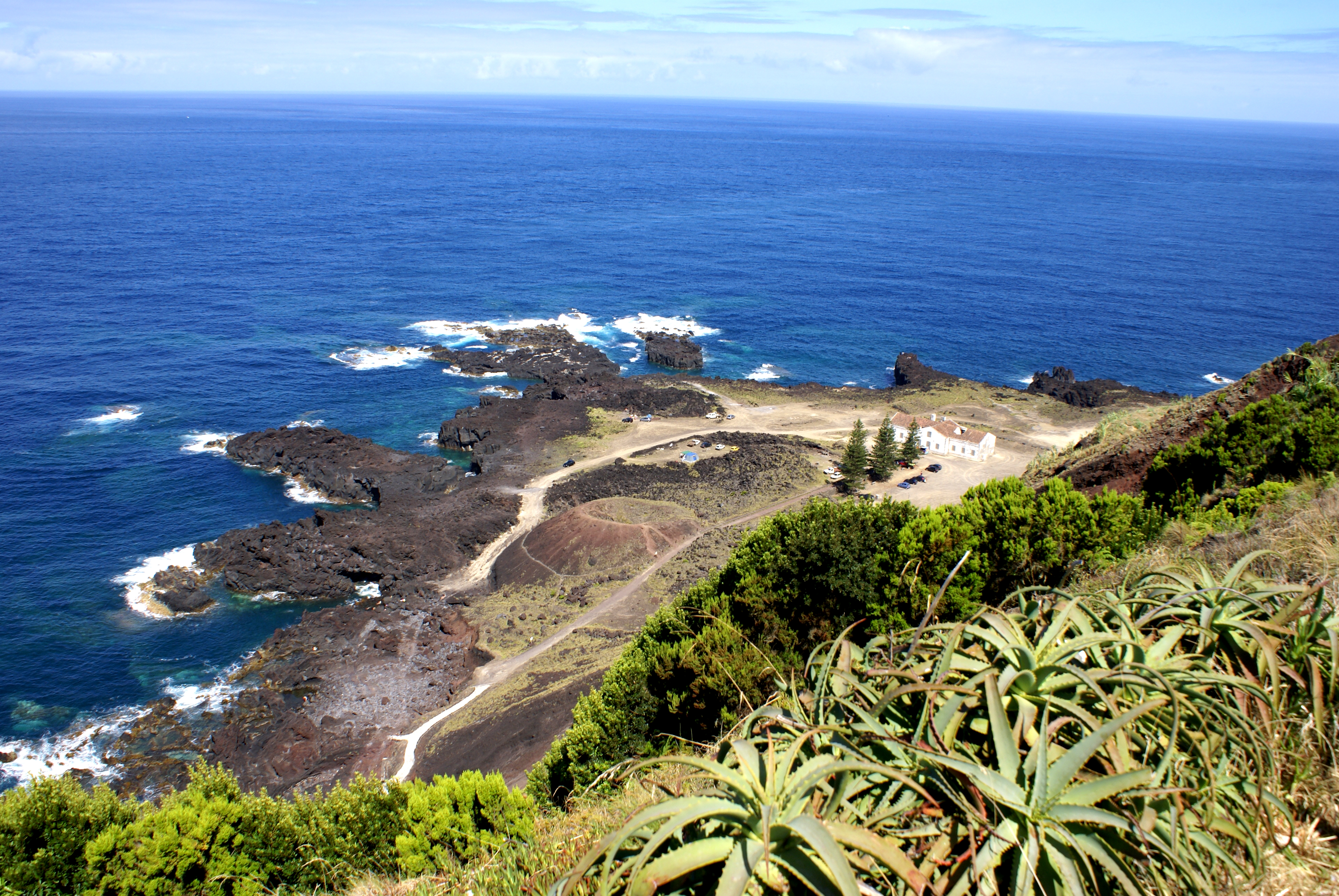
Ponta da Ferraria vista do Miradouro da Ponta da Ferraria ou Miradouro da Ilha Sabrina.

A Ponta da Ferraria é uma fajã lávica (ou delta lávico) localizado na freguesia dos Ginetes, concelho de Ponta Delgada, ilha de São Miguel, arquipélago dos Açores.
Esta formação geológica é constituída por um promontório com origem em erupções vulcânicas primordiais na formação geológica da ilha, mas também por manifestações vulcânicas recentes que deram origem a novos fenómenos.
Entre esses fenómenos encontra-se uma pseudocratera vulcânica que se originou em consequência de pequenas explosões de vapor, resultante do contacto da lava quente com a água do mar e a existência de um complexo termal e piscinas naturais onde é possível nadar no mar em água quente de origem vulcânica.
Dadas suas características A Ponta da Ferraria e o Pico das Camarinhas, nas proximidades foram classificados como Monumento Natural Regional e de Paisagem Protegida, no âmbito da Rede Natura 2000, sob o nome de: Monumento Natural Regional do Pico das Camarinhas e Ponta da Ferraria.